# Palazzo Cannavina

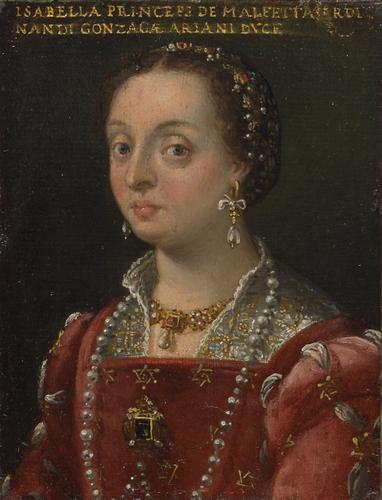
Ritratto di Isabella di Capua

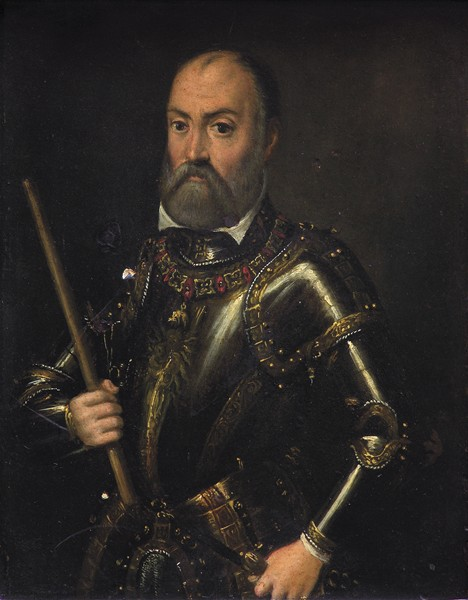
Ritratto di Ferrante I Gonzaga

Il Palazzo Cannavina è un palazzo gentilizio di Campobasso. Si trova sulla via omonima (ex via Borgo), tra largo san Leonardo e vico Fondaco della Farina.

## Storia
L'edificio attuale è di fine Settecento, fu costruito demolendo la fabbrica precedente risalente all'inizio del XVI secolo. Michelangelo, esponente dell'illustre famiglia Salottolo, comprò il palazzo nel 1782 per 1800 ducati e procedendo contestualmente alla sua totale ristrutturazione che fece perdere alla struttura le sue caratteristiche originali. L'impianto originale del Palazzo, infatti, fu realizzato probabilmente tra il 1500 e il 1530 (data quest'ultima del matrimonio tra Isabella di Capua, principessa di Molfetta e Ferrante I Gonzaga, conte di Guastalla dal 1539 e viceré di Sicilia nel 1535 ricordata dallo stemma nobiliare rinvenuto all'interno del Palazzo). 
Dopo i Gonzaga lo stabile passò al nobile napoletano Ottavio Vitaliano, in seguito appartenne alla casata dei Carafa, duchi di Jelsi e feudatari di Campobasso. Nel 1727 alla morte di Mario, non avendo questi eredi, passò ai Demanisti di Campobasso che ricomprarono il feudo nominando barone Salvatore Romano, contadino del luogo. La struttura fu venduta da questi ultimi nel 1783 a Michelangelo esponente dell'influente famiglia dei Salottolo che tennero in proprietà l'ultima porzione del fabbricato fino alla fine del XIX secolo. Il palazzo fu acquistato dalla famiglia Cannavina, il cui nome è rimasto legato all'edificio. Nel 2011 gli arredamenti e il palazzo sono stati messi in vendita dagli eredi. 

## Architettura
Il palazzo ha forma quadrangolare con una corte interna e si sviluppa su tre livelli: un piano terra che veniva usato come rimessa delle carrozze e spazi di pertinenza, due piani nobiliari e un mezzanino. Il prospetto principale presenta un imponente portale baroccheggiante, con al di sopra uno stemma formato da un albero di pino con due leoni controrampanti su tre colli. Lo stemma è sormontato da una corona ornamentale con cinque punte visibili non riconducibile però a nessuna di quelle nobiliari conosciute. Nel palazzo esistevano due cappelle private -  una per ogni piano nobile - delle quali una sola ancora esistente.

## Interni
Fino a pochi anni fa con l'ultima erede Clelia Brizzi moglie di Ferdinando Cannavina l'interno del primo piano costituito da molte stanze era impreziosito con ricchi e sofisticati arredi, tra le quali la più imponente era la sala Luigi XVI. All'interno del palazzo venivano conservati i ritratti dei personaggi che ne furono proprietari e numerosi reperti di guerra, come il cannocchiale appartenuto all'Ammiraglio Nelson donato dai figli dell'ammiraglio al patriota molisano Tito Barbieri. Tra i beni conservati vi erano: lavori d'acciaio traforato personalizzati con nomi e dediche, una pianola testimone degli sfarzosi balli tenuti nel palazzo, una raccolta fotografica del Trombetta, lettere delle corrispondenze con il senatore e accademico della Crusca e dei Lincei Francesco D'Ovidio e con Antonio Ranieri (che chiedeva dati e notizie su Gabriele Pepe). Vi era anche un tricolore con la scritta independenza sventolato da Ferdinando Cannavina sulle barricate napoletane del 1848. L'edificio ospitava anche una biblioteca e nella cappella ad esso annessa è custodito lo stemma dei Salottolo.